# Ingeniería de protección contra incendios
La Ingeniería de Protección Contra Incendios o ingeniería PCI, es la aplicación de los principios de la ciencia y la ingeniería a la protección de las personas, de los bienes y del medio ambiente de los efectos destructivos del fuego. También es conocida como Ingeniería del Fuego.

## Áreas del conocimiento

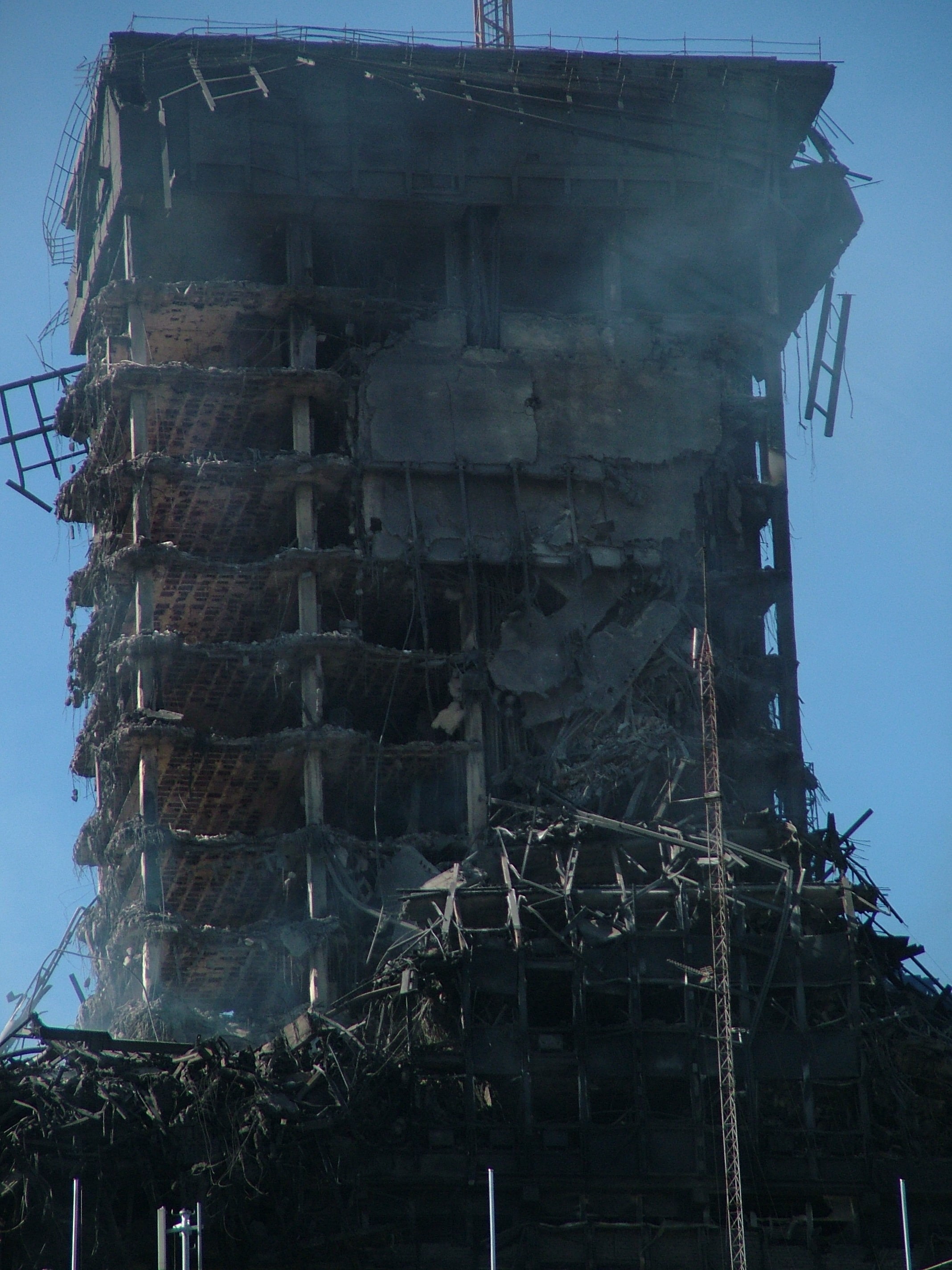
Restos del incendio de la Torre Windsor, Madrid.

La disciplina de la protección contra incendios, incluye entre otros:
- Dinámica de incendios
- Comportamiento de materiales expuestos al fuego
- Protección contra incendios activa
- Protección contra incendios pasiva
- Gestión y control de humos
- Evacuación de personas
- Comportamiento ante el fuego de las personas
- Diseño de estructuras y distribución de interiores
- Evaluación de riesgos y de factores económicos
- Investigación de incendios

## Campos de acción
Los ingenieros PCI identifican riesgos y diseñan medidas de protección dirigidas a la prevención, el control y la reducción de los efectos de los incendios, ayudando a arquitectos, diseñadores y propietarios en la evaluación de la seguridad de edificaciones y en la protección de los bienes. Otro campo de actuación es la investigación de incendios.

## Historia

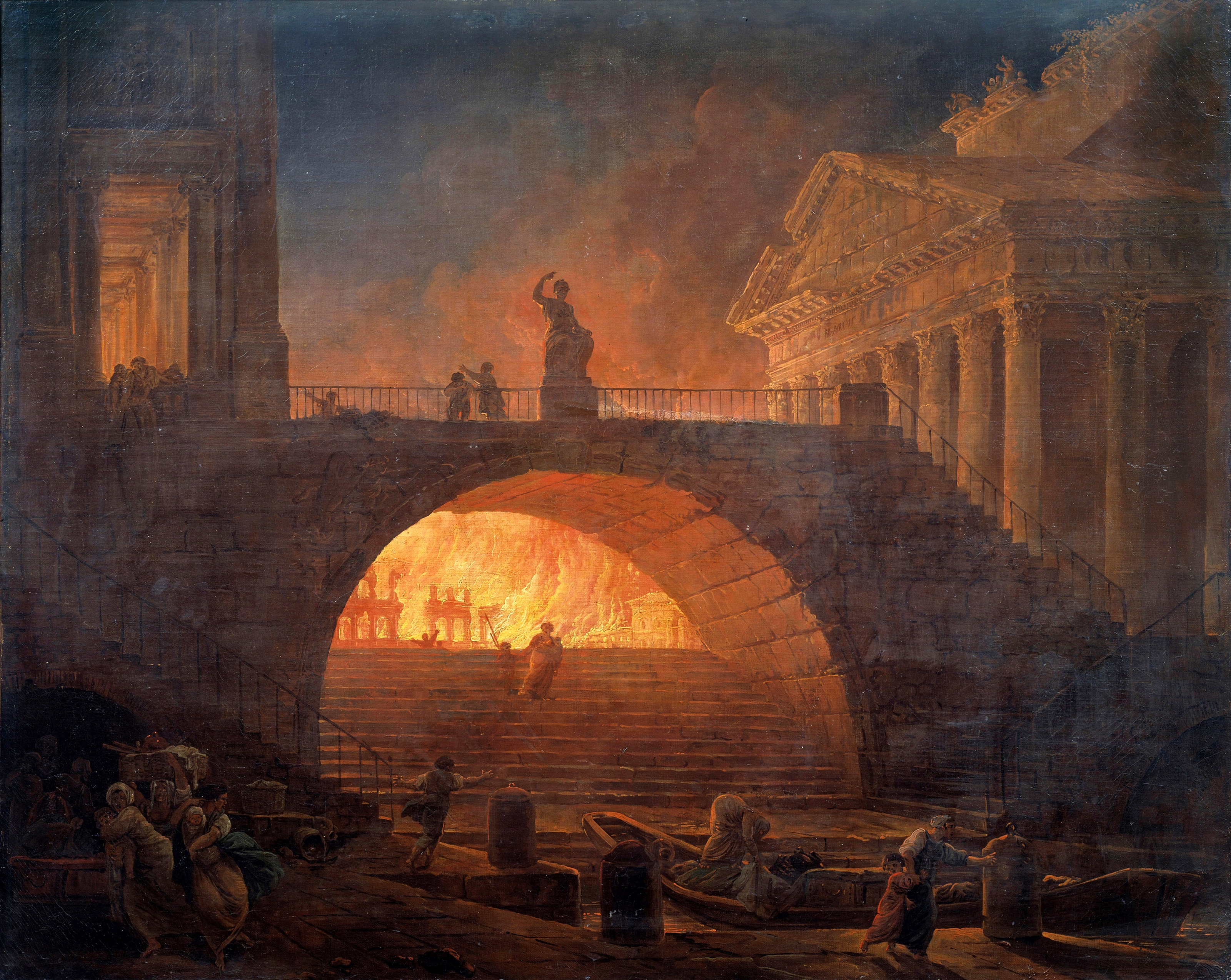
Incendio de Roma

Las raíces de esta disciplina se remontan a la Antigua Roma, cuando el Emperador Nerón ordenó tras el Gran incendio de Roma que destruyó la ciudad que esta fuera reconstruida teniendo en cuenta medidas de protección pasiva como mantener una separación mínima entre viviendas y el uso de materiales no combustibles. La disciplina de la ingeniería de protección contra incendios emerge como disciplina diferenciada de la ingeniería civil, mecánica y química a principios del siglo XX como respuesta a los riesgos que suponen los incendios derivados de la actividad de la Revolución Industrial.
Otra motivación para promover la disciplina, definir sus prácticas y dirigir investigaciones para el desarrollo de avances fue como respuesta a los incendios catastróficos urbanos que asolaron muchas ciudades norteamericanas a finales de la segunda mitad del siglo XIX. La industria aseguradora también ayudó a promover en el asentamiento de esta disciplina interesada en desarrollo de sistemas de protección contra incendios.  Con la entrada del siglo XX, se adaptaron las normas de edificación a las nuevas técnicas de construcción para mejorar la protección de las personas y los bienes como consecuencia de algunos incendios catastróficos.
En 1903, la primera titulación de ingeniería de protección contra incendios fue puesta en marcha en el Armour Institute os Technology (EE. UU.), que posteriormente pasó ser parte del Illinois Institute of Technology.
La primera razón para que la ingeniería PCI se desarrolle es la necesidad de desarrollar un “cuerpo de conocimiento” específico para afrontar los riesgos derivados de los incendios. Otros factores que contribuyeron al desarrollo de la profesión fue la creación de la Institution of Fire Engineers en 1918 en el Reino Unido y la Society of Fire Protetion Engineers en 1950 en los EE. UU., la aparición de consultores independientes sobre seguridad contra incendios y la promulgación de normas para la protección contra incendios.

## Educación
En Europa, la Universidad de Edinburgo ofrece una titulación universitaria en Ingeniería del Fuego y creó su primer grupo de investigación en los años 70. Estas actividades están ahora dirigidas por el nuevo BRE Centre for Fire Safety Engineering. Otras universidades europeas que ofrecen titulaciones de ingeniería del fuego son Luleå tekniska universitet, Lund University, Stord/Haugesund University College, University of Central Lancashire, University of Manchester, University of Ulster,University of Sheffield, University of Leeds, University of Greenwich, London South Bank University, University of Wales, Newport, Letterkenny Institute of Technology en Irlanda y Otto-von-Guericke-Universität Magdeburg y Bergische Universität Wuppertal en Alemania.
En España, recientemente se han comenzado a impartir formación en este campo a nivel de Másteres, aunque no tienen reconocimiento oficial.